# National Geographic

Logo National Geographic – żółta ramka

National Geographic (dawniej „The National Geographic Magazine”, czasami oznaczany jako NAT GEO) – amerykański miesięcznik wydawany przez National Geographic Partners. Czasopismo zostało założone w 1888 roku jako czasopismo naukowe, dziewięć miesięcy po założeniu towarzystwa, ale obecnie jest czasopismem popularnym. W 1905 roku zaczął zawierać zdjęcia, styl, za który stał się dobrze znany. Pierwsze kolorowe zdjęcia pojawiły się w latach 1910. Podczas zimnej wojny magazyn zobowiązał się do przedstawienia zrównoważonego spojrzenia na fizyczną i ludzką geografię krajów za żelazną kurtyną. Później magazyn otwarcie wypowiadał się na tematy środowiskowe.
Do 2015 roku magazyn był w całości własnością i był zarządzany przez Towarzystwo National Geographic. Od 2019 roku pakiet kontrolny należy do The Walt Disney Company.
Tematy artykułów dotyczą zazwyczaj geografii, historii, przyrody, nauki i kultury światowej. Magazyn jest dobrze znany ze swojego charakterystycznego wyglądu: grubego kwadratowego formatu z błyszczącą okładką i żółtym prostokątnym obramowaniem. Dodatki mapowe od National Geographic Maps są dołączane do subskrypcji, a magazyn jest dostępny w tradycyjnym wydaniu drukowanym i interaktywnym wydaniu online.
W czerwcu 2023 roku oddział amerykański zwolnił wszystkich swoich dziennikarzy.

## „National Geographic Polska”
Pierwszy numer polskiej wersji magazynu – wydawanego pod nazwą „National Geographic Polska” – ukazał się w październiku 1999, a poprzedził go Numer specjalny, zapowiadający ukazywanie się polskiej edycji „National Geographic”. Pierwszym redaktorem naczelnym był Dariusz Raczko (1999–2005), następnie funkcję tę pełnili: Marcin Jamkowski (2005–2007), Martyna Wojciechowska (2007–2017) i Agnieszka Franus (2017–2023), Łukasz Załuski (od 2023). Polskim wydawcą na zasadzie licencji jest wydawnictwo Hubert Burda Media. Średnia sprzedaż magazynu wynosi 22 057 egzemplarzy (I półrocze 2019).

## Fotografia
Oprócz artykułów o krajobrazach, historii czy kulturze rozmaitych miejsc na Ziemi, magazyn publikuje doskonałej jakości fotografie i jest uważany za jedno z prekursorskich czasopism w dziedzinie foto-dziennikarstwa. Już w latach 20. XX wieku magazyn publikował kolorowe fotografie, w owym czasie bardzo rzadkie.
Jednym z najsławniejszych zdjęć „National Geographic” jest „Afgańska dziewczyna”. Zdjęcie to ukazało się na okładce czerwcowego wydania Magazynu z 1985 roku. Autorem zdjęcia jest fotograf Steve McCurry, który zrobił słynne zdjęcie w 1984. Przedstawia ono 14-letnią wówczas uciekinierkę z oczami o przenikliwym, pełnym strachu spojrzeniu. Po poszukiwaniach została ona w 2002 zidentyfikowana jako Sharbat Gula z plemienia Pasztunów. Żyje ona do dziś w Afganistanie wraz z mężem i trójką córek. Jej historia ukazała się w marcu 2003 na łamach miesięcznika, a także jako film dokumentalny pokazany w kanale telewizyjnym towarzystwa.
Magazyn jest też znany z częstego publikowania bardzo dokładnych map regionów, które opisuje w artykułach. Archiwa map były niejednokrotnie wykorzystywane przez rząd amerykański, gdy sam nie miał dostępu do dokładniejszych map we własnych zasobach.
Dopiero w 1960 zaczęto publikować zdjęcia na okładce – wcześniej okładka zawierała wyłącznie tekst.

## Edycje językowe
W 1995 zadebiutowała japońska wersja magazynu „National Geographic” jako pierwsza nieanglojęzyczna edycja, a w następnych latach pojawiły się kolejne. Poniższa tabela zawiera listę ukazujących się obecnie edycji językowych. 
| Język (państwo)                | Strona internetowa                    | Pierwszy numer   |
| ------------------------------ | ------------------------------------- | ---------------- |
| angielski (Stany Zjednoczone)  | http://www.nationalgeographic.com/ngm | październik 1888 |
| angielski (Wielka Brytania)    | https://www.nationalgeographic.co.uk/ | styczeń 2018     |
| arabski                        | ngalarabiya.com                       | październik 2010 |
| bułgarski                      | http://www.nationalgeographic.bg      | listopad 2005    |
| chiński                        | http://www.ngchina.com.cn/            | lipiec 2007      |
| chiński (Tajwan)               | http://www.ngm.com.tw/                | styczeń 2001     |
| czeski                         | http://www.national-geographic.cz/    | październik 2002 |
| francuski                      | http://www.nationalgeographic.fr/     | październik 1999 |
| gruziński                      | http://www.nationalgeographic.ge/     | październik 2012 |
| hebrajski                      |                                       | czerwiec 1998    |
| hiszpański (Ameryka Łacińska)  | http://www.ngenespanol.com/           | listopad 1997    |
| hiszpański (Hiszpania)         | http://www.nationalgeographic.com.es/ | październik 1997 |
| hiszpański (Meksyk)            | https://www.ngenespanol.com/          | maj 2018         |
| indonezyjski                   | http://www.nationalgeographic.co.id/  | marzec 2005      |
| japoński                       | http://www.nationalgeographic.jp/     | kwiecień 1995    |
| kazachski                      | www.nationalgeographic.kz             | luty 2016        |
| koreański (Korea Południowa)   | http://www.nationalgeographic.co.kr/  | styczeń 2000     |
| litewski                       | http://www.nationalgeographic.lt/     | październik 2009 |
| niderlandzki (Holandia/Belgia) | http://www.nationalgeographic.nl/     | październik 2000 |
| niemiecki                      | http://www.nationalgeographic.de/     | październik 1999 |
| polski                         | http://www.national-geographic.pl/    | październik 1999 |
| portugalski (Portugalia)       | http://www.nationalgeographic.pt/     | kwiecień 2001    |
| słoweński                      | http://www.nationalgeographic.si/     | kwiecień 2006    |
| tajski                         | http://www.ngthai.com/                | sierpień 2001    |
| węgierski                      | http://www.geographic.hu/             | marzec 2003      |
| włoski                         | http://www.nationalgeographic.it/     | luty 1998        |

Następujące wersje językowe magazynu przestały się ukazywać:
| Język (państwo)        | Pierwszy numer   | Ostatni numer | Liczba wydanych numerów |
| ---------------------- | ---------------- | ------------- | ----------------------- |
| mongolski              | październik 2012 | czerwiec 2014 | 21                      |
| grecki                 | październik 1998 | grudzień 2014 | 194                     |
| ukraiński              | kwiecień 2013    | styczeń 2015  | 21                      |
| azerski                | wrzesień 2014    | grudzień 2015 | 16                      |
| łotewski               | październik 2012 | marzec 2016   | 42                      |
| perski (Iran)          | październik 2012 | wrzesień 2018 | 69                      |
| portugalski (Brazylia) | maj 2000         | listopad 2019 | 234                     |
| duński                 | wrzesień 2000    | grudzień 2020 | 243                     |
| norweski               | wrzesień 2000    | grudzień 2020 | 243                     |
| szwedzki               | wrzesień 2000    | grudzień 2020 | 243                     |
| fiński                 | styczeń 2001     | grudzień 2020 | 239                     |
| angielski (Indie)      | sierpień 2013    | grudzień 2021 | 100                     |
| estoński               | październik 2011 | grudzień 2021 | 123                     |
| rumuński               | maj 2003         | grudzień 2021 | 224                     |
| rosyjski               | październik 2003 | marzec 2022   | 221                     |
| turecki                | maj 2001         | czerwiec 2022 | 254                     |
| chorwacki              | listopad 2003    | styczeń 2023  | 230                     |
| serbski                | listopad 2006    | grudzień 2023 | 206                     |

## Nagrody
- 1978: Nagroda im. Ericha Salomona[5].